# Belize Defence Force Football Club
El Belize Defence Force es un equipo de fútbol profesional que juega en la  Liga Premier de Belice que es la primera división de Belice organizada por la Federación de Fútbol de Belice. El club representa y es patrocinado por las Fuerzas Armadas de Belice.
Este equipo de la Ciudad de Belice tiene su sede en el MCC Grounds

## Palmarés

### Torneos nacionales
- Liga Premier de Fútbol de Belice (3): 2009 (otoño), 2010 (primavera), 2011 (otoño).[1]